# Pînzăreni, Fălești
Pînzăreni este satul de reședință al comunei cu același nume  din raionul Fălești, Republica Moldova.

## Istorie

### Atestare
Localitatea actuală a fost atestat documentar la data de 15 iulie 1660, într-un hrisov emis de voievodul Ștefăniță Lupu. Peste zece ani Ionaș și femeia lui Anghelina, nepoata lui Corcic, vând acest sat:
„Giumatate de sat de Păndzerești, pe apa Sohovățului, din tot locul giumatate, cumpărătura de la Ianco și de la femeia lui Anghelina, fata Albei, nepoata lui Corcic, dirept 40 de lei. Leat 7177.”

### În componența Moldovei
Conform cartografiei din 1803 satul Pânzăreni este inclus în ocolul Ciuhurul de Jos, ținutul Iași, are 78 de birnici ai vistiernicului Iancu Balș, care plătesc anual suma de 1024 lei.
Bisericuța de lemn a fost construită în 1808, fiind supusă Episcopiei Hușilor.

### Perioada țaristă
În 1813 o parte din moșie trecu în stăpânirea lui Iordache Râșcanu, dar cele trei iazuri cu peste rămase în posesia lui Iancu Balș.
La recensământul din anul 1817, satul Pânzăreni aparținea ocolului Câmpului din ținutul Iași. La categoria celor înstăriți au fost numărați 2 preoți; 2 văduve de preoți; 1 diacon; 1 pălămar (paraclisier); 2 mazil; 2 ruptași. La categoria clasei sociale inferioare au fost incluse: 91 gospodării; 1 văduvă; 11 burlaci; Total - 109 bărbați și 3 femei (sunt incluși doar birnicii). Moșia aparținea medelnicerului Ioan Balș. Pe moșie erau pământuri arabile, pășune și fânețe în de ajuns pentru locuitorii satului și a cătunelor de pe moșie: Urucui, Răuțel și ... Sunt 3 heleșteie bogate în pești și 3 grădini de zarzavat.
în 1835 la biserica din sat făceau orânduirile preotul Ion Enatescu, în vârstă de 59 de ani, diaconul Fiodor Țibuleac (47 de ani) și dascălul Ioan Andrieș (34 de ani). Cu cele 75 familii de țărani (224 de bărbați și 207 femei) moșia se află în stăpânirea lui Egor (Gheorghe) Balș. În sat mai aveau case 2 mazili (Gheorghe Țăruș și Ion Molea), încoace au trecut cu traiul de peste hotare 3 familii ale lui Mihail Iacubovici, Gheorghe Matusevii și Rozaliei Franț. în 1851 aduse aici o familie de țigani șerbi boiernașul Pavel Sinescu. Țăranii în vara a. 1885 au fost impuși să pregătească și să transmită administrației militare ruse 5600 puduri de fân.
Recensământul din 1859 a fixat în Pânzăreni 78 de case, 272 de bărbați și 256 de femei. În 1861 pe lângă biserică a fost deschisă o școală parohială cu predare obligatorie în limba rusă, deși populația nu vorbea această limbă. Epidemia de holeră din vara a. 1872 a răpit și a dus în mormânt 31 de oameni.
Arhiepiscopul Pavel, care în apr. 1872 vizitase satul Pânzăreni, făcuse în jurnalul său însemnările: „Biserica de lemn are o înfățișare jalnică, ea nu întruchipează un locaș sfânt. Iconostasul e foarte sărac. Deși sfântul altar se află pe moșia lui Aristid Sinescu, boier foarte bogat.”
În analele timpului Alexandru Egunov, președintele Comitetului de statistică din Basarabia, ne-a lăsat mărturie următoarele cifre:
Anul 1870. Pânzăreni, volostea Feleștii.102 case, 250 de bărbați și 232 de femei, 32 de cai, 345 de vite cornute mari, 1497 de oi.
Anul 1875. Pînzăreni, volostea Fălești. 134 de case, 308 bărbați și 273 de femei, 32 de cai, 260 de vite cornute mari, 486 de oi. în timp ce populația crescuse, numărul animalelor domestice s-a redus considerabil. 201 bărbați în 1876 au fost scoși cu hârlețele și roabele la muncă de corvoadă la construcția drumului strategic Bălți-Sculeni. Plugarii nu izbutiră să însămânțeze decât 22 des. cu grâu de vară, 14 des. cu ovăz și 16 des. cu orz. Rămase în delăsare și cele 2 mori de apă. Se lăfăia în bogății doar moșierul Sinescu, care poseda în Pînzăreni 1194 des. de pământ fertil.
La școala laică din Pânzăreni în 1897 apăru învățător Dumitru Butușan, urmat de Vasile Pavliuc. Iar registrele statistice au inclus Pânzărenii în condica localităților basarabene ce depășeau 500 de suflet, satul număra 621 de locuitori, dintre care numai 3 persoane nu purtau la gât cruciulițe ortodoxe.
În 1890 s-a ridicat în lemn biserica „Sf. Nicolae”.
Nu-i lipsită de interes și informația, pe care ne-o pune la dispoziție Zamfir Arbore în Dicționarul geografic al Basarabiei, editat în 1904 la București: „Pînzăreni, sat mare în jud. Bălți, așezat pe malul râulețului Șovățul Mare. Lângă sat este un heleșteu. Face parte din volostea Folești. Are 132 de case, cu o populație de 756 suflete; o biserică, cu hramul Sf. Mihail. Țăranii posedă pământ de împroprietărire 960 desetine. Proprietarul, Aristid Sinescu, are aici 1485 desetine. Sunt vii, prisăci și grădini cu pomi”.
în 1910 numărul curților se ridică la 152, dar în zonă mai apăru un boier cu 1.112 des. de pământ - Evghenie Cerchez.

### În componența României
Din moșiile lor, după reunirea celor două maluri ale Prutului, Coroana Regală Română le-a repartizat în sept. 1922 la 186 de familii țărănești 761 ha de pământ. În perioada interbelică Pânzăreni a aparținut plasei Fălești, județul Bălți. 
Anuarul Eparhiei Chișinăului și Hotinului din 1922 în calitate de preot la Biserica Sfinții Voievozi, zidită în 1890 din lemn, din anul 1915 slujea în calitate de preot paroh Simion Porcescu, de 29 de ani pe atunci, absolvent al seminarului teologic. Cântăreț era Ioan Curmei, de 27 ani, fiind în serviciu sacru începând cu anul din 1920. În 1922 au fost numărate 320 de gospodării de naționalitate română.
Datele statistice din anii 1923-1924 consemnează în satul Pânzăreni 665 bărbați, 676 femei, 196 de clădiri și 196 de menaje (gospodării). În domeniul economic activau 2 mori de vânt, 2 băcănii (deținute de Șmil Grabois, Iancu Șatchin), 1 cârciumă (Copel Zibenberg). Puterea administrativă era reprezentată de un delegat al satului (staroste) – Nechita Bantoș, care aparținea de primărie în Obreja Veche. În 1923 în calitate de primar a fost primar al satului a fost. În sfera socială exista o biserică – preot paroh Simion Porcescu, o școală primară mixtă (de fete băieți) – învățătoare Măriuța Petre, poștă rurală.
Structura etnică a populației, 1930
     Români (97,9%)
     Evrei (1,6%)
     Alte etnii (0,5%)
La recensământul general al populației din 1930 în Pânzăreni s-au înregistrat 926 locuitori, inclusiv: români – 907 persoane, ruși – 1 persoană, ruteni – 3 persoane, evrei – 15 persoane. Conform structurii lingvistice, 907 locuitori au indicat limba română în calitate de limbă maternă, 1 persoană – limba rusă, 3 persoane – limba ucraineană și 15 persoane – limba idiș.
În 1931 localitatea făcea parte din comuna rurală Fălești (alături de alte 7 sate).
Școala primară din Pânzăreni în 1933 era frecventată de 138 de elevi, în afara ei mai rămâneau încă 152 copii în vârstă de 5-16 ani. învățătorii Timotei Țurcanu și Maria Pisica își dădeau toată stăruința, dar încă nu pretutindeni cartea își făcuse loc în casele țăranilor.
Activitatea economică era reprezentată de 1 măcelărie (deținută de Gheorghe Bostanu), 1 moară cu abur (Ignat Covalschi), 2 mori de vânt (Dumitru Gorduț, Pavel Munteanu), 1 treierătoare (Ignat Covalschi) agricultorii. Bogătașii mai mari erau aici Evghenie Cerchez cu 100 ha de pământ și Serghei Cerchez cu 88 ha. Atât le lăsase din marea lor moșie reforma agrară inițiată de Sfatul Țării și realizată de Coroana regală română.

### Anii celui de-al Doilea Război Mondial
La 10 noiem. 1940 după ce sovieticii au îmbrăcat Prutul în sârmă ghimpată, în Pânzăreni au fost înregistrați 969 de locuitori. Și cu o săptămână înainte de sărbătorirea unui an de la „faimoasa eliberare”, la Prut au detunat primele explozii, războiul culegea primele jertfe. Din Pânzăreni au căzut în lupte:
Războiul din 1941-1945 a lăsat moștenire orfani, văduve și calici, a adus epidemii, foamete și sărăcie. 

### Perioada sovietică
Iar pe deasupra au mai bătut cumplit în populație și deportările masive staliniste. În anul 1949 au fost deportate în regiunea siberiană Kurgan 19 persoane, inclusiv 4 bărbați, 4 femei și 11 copii (6 fete și 5 băieți): Valentina Drăgan, Irina Efimov, Năzări Efimov, Solomia Efimov, Maria Ghelețchi, Olga Ghelețchi, Vladimir Ghelețchi, Arcadie Gurduza, Mihail Gurduza, Valeriu Gurduza, Ana Țîgîrlaș, Dumitru Țîgîrlaș, Gheorghe Țîgîrlaș, Larisa Țîgîrlaș, Liuba Țîgîrlaș, Maria Țîgîrlaș.
După atâția ani de nenorociri și sărăcie, oamenii erau dornici de muncă, pâine și carte. Colhozul „Jdanov” din Pînzăreni, având parte de specialiști erudiți și harnici, ridicase gospodăria agricolă colectivă printre cele prospere din r-nul Fălești. La 1 ian. 1974 ea acumulase în parcurile sale tehnice 41 de tractoare, 15 combine și 21 de autocamioane. Producția globală depășea 2 mii, rub., mijloacele fixe se ridicase la 2,8 mii. rub. În acei ani și-a făcut slavă mecanizatorul Gheorghe Bujor, originar din Pînzăreni, născut în 1935, care după absolvirea Școlii de Mecanizare din Ciuciulea, a lucrat conducător al unei echipe (zvenou) mecanizate, obținuse în medie la hectar câte 22,8 chentale de floarea-soarelui și 52,4 centenare de porumb-grăunțe, se învrednici să fie ales deputat în Sovietul Suprem al RSSM, a fost decorat cu Steluța de aur, Erou al Muncii Socialiste. Înfrumusețau aspectul arhitectural al localității Casa de Cultură, Școala Medie incompletă, biblioteca, două creșe de copii, oficiul poștal, punctul medical, câteva magazine.
Recensământul din 1979 a constatat în Pânzăreni o populație de 1.414 locuitori, inclusiv 659 de bărbați și 755 de femei. Recensământul din 1989 a fixat aici 598 de bărbați și 650 de femei, inclusiv 1209 de moldoveni/român, 30 ucraineni și 9 ruși.
La alegerile din 25 febr. 1990, în perioada descătușării naționale, populația din Pînzăreni l-a înaintat pe renumitul artist de teatru și cinematografie Mihai Volontir deputat în Organul Suprem Legislativ al țării, care la 27 aug. 1991 a semnat actul epocal - Declarația de Independență a Republicii Moldova.
Printre cele 49 de localități din r-nul Fălești, care au respins referendumul unional preconizat pentru 17 martie 1991, a fost și populația din Pânzăreni.

## Populație
| An   | Populație |
| ---- | --------- |
| 1835 | 431       |
| 1859 | 528       |
| 1870 | 507       |
| 1875 | 581       |
| 1897 | 621       |
| 1904 | 756       |
| 1930 | 926       |
| 1941 | 1,186     |
| 1979 | 1,414     |
| 1989 | 1,248     |
| 2004 | 1,316     |

## Personalități
- Gheorghe Cojocari (n. 22 septembrie 1956) - economist, viceministru al finanțelor, vicepreședinte al Curții de Conturi.
- Valeriu Fală (n. 20 august 1962) - stomatolog, doctor în științe medicale, doctor habilitat, conferențiar universitar la Catedra Stomatologie Terapeutică FECMF, USMF „Nicolae Testemițanu”.
- Valeriu Ghilețchi (n. 8 iulie 1960) - politician, deputat în Parlamentul Republicii Moldova.